# Voile (architecture)
Pour les articles homonymes, voir Voile.
Un voile en architecture peut désigner plusieurs ouvrages :
en maçonnerieLes parties d'une voûte d'ogive entre les arcs dans l'architecture gothique.
On appelle voile de béton une paroi verticale en béton armé, banchée in situ.
Un voile mince désigne une coque de béton armé (exemples : le CNIT à la Défense, les Maisons bulles réalisées sans coffrage, le micro-béton est posé ou projeté sur le ferraillage).
en charpenteOuvrage autoporteur mince composé de pièces assemblées en réseau, plus ou moins cintré en voûte.
La particularité d'un voile architectural horizontal est le fait qu'à partir de lignes droites tirées d'un point bas à un autre, haut, ce voile semble, et est, ondulé. Un exemple était le voile architectural qui se trouvait en façade du Palais des Expositions de Nice mais démoli en 1980 à la suite de la construction de deux hôtels en façade sud de ce palais. 